# 蕭子良
蕭 子良（しょう しりょう、大明4年（460年）- 隆昌元年4月14日（494年5月4日））は、南朝斉の武帝の次男。字は雲英。文宣と諡される。竟陵王に封ぜられ、浄住子と称した。

## 生涯
南朝斉第一の文人であり、経典や史書・老荘にも通じてしたが、仏典を最も好んで、文恵太子らと共に仏教教理に通暁していた。
永明年間（483年 - 493年）に司徒・尚書令に任ぜられると、鶏籠山の邸に移り、当時一流の文人らを鶏籠山の西邸に招いた。中でも著名な蕭衍・沈約・謝朓・王融・蕭琛・范雲・任昉・陸倕の8人は、「竟陵八友」と称せられる。
常に邸内で斎戒し、朝臣や衆僧を集めた。また、一生涯にわたって厳重に斎戒を守ることを誓願して「浄住子」と自称した。邸内には、古物を蒐集して、広く天下の文章の集録を行なったため、「道俗の盛んなること、江左に未だあらざるところ」と評せられた。文人学者らには『四部要略』1000巻を抄録させ、名僧たちには『経唄新声』を撰述させた。
また、竟陵王自身の仏教信仰を記した書物として『浄住子浄住法門』がある。

## 伝記資料
- 『南斉書』巻40「竟陵文宣王子良伝」
- 『南史』巻44「竟陵文宣王子良伝」